# 45 Tauri
45 Tauri är en gulvit stjärna i huvudserien i Oxens stjärnbild.
45 Tau har visuell magnitud +5,70 och befinner sig på ett avstånd av ungefär 120 ljusår.